# Exmilitary (álbum)
Exmilitary, também conhecido como Ex Military, é o mixtape de estreia do grupo de hip hop experimental Death Grips. Foi lançado gratuitamente no dia 25 de abril de 2011, através do site oficial do grupo.

## Contexto

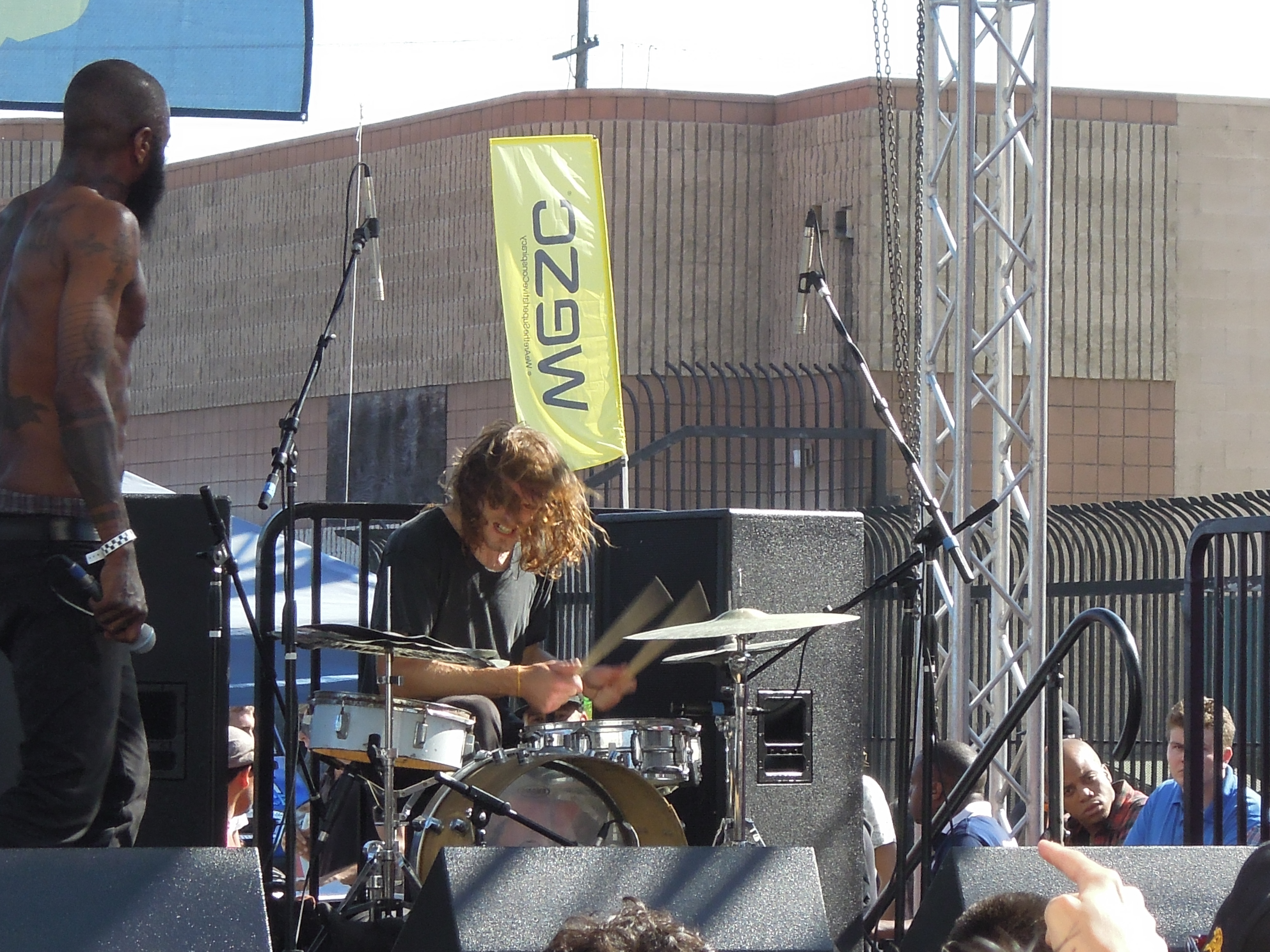
Zach Hill performing with Death Grips

A mixtape foi lançada gratuitamente em 25 de abril de 2011, através do site oficial do grupo, thirdworlds.net, e posteriormente apareceu no selo líquido Grindcore Karaoke. Foi lançado simultaneamente através da plataforma digital iTunes. A faixa "Guillotine " foi lançada no iTunes em 3 de agosto de 2011 como single, se tornando uma das músicas mais reconhecidas da banda, com mais de quatorze milhões de visualizações de seu videoclipe no YouTube em 28 de outubro de 2022. Outras faixas lançadas como videoclipes incluem "Known for it", "Culture Shock", "Lord of the Game", "Spread Eagle Cross the Block", "Takyon (Death Yon)" e "Beware". De acordo com Andy Morin, a arte da capa "(é uma) fotografia que um de nossos membros carregou na carteira por cerca de 10 anos consecutivos. É um objeto de poder." A foto acabou sendo identificada como "Bearded Man at Oenpelli ", tirada por Douglass Baglin em 1968 para seu livro "The Dark Australians" escrito por ele próprio e David R. Moore.
A mixtape foi posteriormente lançada exclusivamente através do site da banda nos formatos vinil, CD e cassete.

## Recepção critica
A mixtape recebeu aclamação universal da crítica. Possui pontuação de 82 de 100 no Metacritic, com base nas avaliações de 7 críticos.  Em uma crítica muito positiva, John Calvert do Drowned in Sound focou na mentalidade do personagem em torno do qual o álbum gira e como ele reflete a natureza interior do homem, citando o lirismo e a produção sonora como pontos focais em torno desse som e estilo. Nate Patrin do Pitchfork deu ao Exmilitary uma nota 7,5, descrevendo a mixtape como "uma placa contundente de hostilidade" que evita ser uma "bagunça autoritária".

## Black Google
Em 8 de setembro de 2011, o grupo lançou um vídeo teaser para um próximo projeto intitulado Black Google. Posteriormente, o álbum foi lançado gratuitamente no site da banda e revelou ser todos os instrumentais, stems e acapellas utilizados para a produção de Exmilitary, com o intuito de disponibilizá-los para fãs remixarem e gravarem. A capa de Black Google apresenta uma versão fortemente escurecida da capa de Exmilitary com a palavra "Exmilitary" substituída por "Black Google". Black Google, para a própria banda, é um “portal para a desconstrução do Exmilitary”.

## Faixa
Todas as faixas foram escritas por Death Grips
| N.º            | Título                               | Duração |  |
| 1.             | "Beware"                             | 5:53    |  |
| 2.             | "Guillotine"                         | 3:43    |  |
| 3.             | "Spread Eagle Cross the Block"       | 3:52    |  |
| 4.             | "Lord of the Game"                   | 3:30    |  |
| 5.             | "Takyon (Death Yon)"                 | 2:48    |  |
| 6.             | "Cut Throat (Instrumental)"          | 1:12    |  |
| 7.             | "Klink"                              | 3:22    |  |
| 8.             | "Culture Shock"                      | 4:21    |  |
| 9.             | "5D"                                 | 0:43    |  |
| 10.            | "Thru the Walls"                     | 3:56    |  |
| 11.            | "Known for It"                       | 4:13    |  |
| 12.            | "I Want It I Need It (Death Heated)" | 6:11    |  |
| 13.            | "Blood Creepin"                      | 4:50    |  |
| Duração total: | Duração total:                       | 48:28   |  |

### Créditos dossamples
- "Beware" contém trechos da entrevista "I Make The Money Man", do assassino em série Charles Manson, samples de "Up The Beach", escrita e interpretada por Jane's Addiction e samples de "God Is Watching You", interpretada por Dickie Burton.[11]
- "Spread Eagle Cross the Block" contém elementos de "Rumble", escrita por Link Wray e Milt Grant, e interpretada por Link Wray and His Men, e samples de "(You Gotta) Fight for Your Right (To Party!) " e "Girls", escrita e interpretada por Beastie Boys.[12]
- "Lord of the Game" contém samples de "The Ditty", interpretada por Blue Devils, um sample de "Brass Monkey", escrita e interpretada por Beastie Boys, e uma amostra vocal de "Fire", escrita e interpretada por The Crazy World de Artur Brown.[13]
- "Takyon (Death Yon)" contém samples de "The Ditty", interpretada por Blue Devils, um sample de "Supertouch/Shitfit", escrito e interpretado por Bad Brains e um sample de "A Who Seh Me Dun", escrito e interpretado por Cutty Ranks.[14]
- "Cut Throat (Instrumental)" contém samples de "Move Somethin'", escrita e interpretada por 2 Live Crew e samples de "Death Grips (Next Grips)", uma música anterior escrita e interpretada por Death Grips.[15]
- "Klink" contém elementos de "Rise Above" escrita e interpretada por Black Flag e uma amostra de "Liar Liar", escrita e interpretada por The Castaways.[16]
- "Culture Shock" contém uma amostra de "The Supermen (Alternative)", escrita e interpretada por David Bowie e amostras de um tradutor de texto para fala.[17]
- "5D" contém amostras de um tradutor de texto para fala e amostras de "West End Girls", escrita e interpretada por Pet Shop Boys.[18]
- "Thru The Walls" contém elementos retirados do filme "Space Is the Place", uma amostra de um vídeo do YouTube intitulado "Mental Health Hotline", uma amostra de "Gettin' High In The Mornin'", escrita e interpretada por Ariel Pink e o Haunted Graffiti, e pegou os sons de um "Combine Soldier" do videogame "Half-Life 2".[19]
- "Known for It" contém elementos retirados do curta-metragem de animação de 1986 "Quest: A Long Ray's Journey Into Light" e amostras de "De Futura", escrita e interpretada por Magma .[20]
- "I Want It I Need It (Death Heated)" contém elementos de "Interstellar Overdrive" e "Astronomy Domine", ambas escritas e interpretadas pelo Pink Floyd.[21]

## Equipe
- MC Ride – vocais
- Zach Hill – bateria, percussão e produção
- Andy Morin – teclados, programação e produção